# Pomponius Mela
Pomponius Mela (i. sz. 1. század) ókori római földrajztudós.
A hispaniai Tingenterából származott és valószínűleg Caligula és Claudius császár alatt Kr. u. 37–54 között működött.
Egy latin nyelven írt kivonatos geographia, a 3 könyvre terjedő De chorographia szerzője. Művében leginkább más, korábbi  tudósok, felfedezők munkáira támaszkodott, mint Hipparkhosz, Hanno és Cornelius Nepos. Stílusa velős rövidséggel és szabatossággal tűnik ki.

## Magyarul
- Három könyv a Föld elhelyezkedéséről; ford. Rokay Zoltán; Szulik Alapítvány, Óbecse, 2011 (Tempus receptus)